# 神玉村
神玉村（かんたまそん）は、山口県豊浦郡にあった村。現在の下関市豊北町大字神田上・豊北町大字矢玉にあたる。

## 地理
- 海洋：響灘
- 山岳：杖坂山、高木山、角倉山

## 歴史
- 1889年（明治22年）4月1日 - 町村制の施行により、神田上村・矢玉浦の区域をもって発足。
- 1955年（昭和30年）4月1日 - 角島村・神田村・阿川村・粟野村・滝部村・田耕村および宇賀村の一部（大字北宇賀）と合併して豊北町が発足。同日神玉村廃止。

## 交通

### 鉄道路線
- 日本国有鉄道
  - 山陰本線
    - 長門二見駅